# Percussion Ensemble (Album)
Percussion Ensemble ist ein Jazzalbum von Milford Graves. Die am 5. August 1965 entstandenen Aufnahmen erschienen 1965 auf ESP-Disk. In dieser Session bildete er ein Duo mit seinem Schlagzeugkollegen Sonny Morgan. Es war gleichzeitig das Debütalbum von Milford Graves unter eigenem Namen, der 2021 starb.

## Hintergrund
Der Perkussionist Milford Graves nahm 1966 sein erstes und einziges Album für das Label ESP-Disk auf, zusammen mit seinem Kollegen, dem Perkussionisten Sonny Morgan. Laut Milford Graves wurden die Titel entsprechend der Anzahl der Beats in jedem Takt nummeriert. Milford Graves war einer der Hauptschlagzeuger in der Free-Jazz-Szene und bekannt für die Einbeziehung asiatischer und afrikanischer rhythmischer Zutaten in seine Soli.

## Titelliste
- Milford Graves With Sunny Morgan – Percussion Ensemble[1]
  1. Nothing 5-7, 2:35
  2. Nothing 11-10, 6:15
  3. Nothing 19, 7:40
  4. Nothing 13, 5:30
  5. Nothing, 12:32

Alle Kompositionen stammen von Milford Graves.

## Rezeption
Alex Henderson verlieh dem Album in AllMusic zweieinhalb Sterne und wandte ein, Graves und Morgans Spiel auf dem Album sei ziellos und nicht schrecklich inspiriert; Im Gegensatz zu vielen avantgardistischen Jazz-Aufnahmen, an denen Graves in den 1960er-Jahren beteiligt war, fange dieses 33-minütige Album nie wirklich Feuer. Graves habe im Laufe der Jahre seinen Anteil an kreativen Erfolgen; er sei ein talentierter Schlagzeuger [gewesen], und seine umfangreicheren Auftritte seien eine Bereicherung für die Avantgarde des Jazz. Das enttäuschende Percussion Ensemble sei jedoch nur Komplettisten empfohlen.
Hingegen zeichnete Lyn Horton in All About Jazz das Album mit der Höchstbewertung aus. Die Musik trotze den Stereotypen; es gehe auch nicht darum, Zeit zu spielen oder Riffs zu darzubieten. „Vielmehr unterhalten sich die beiden Spieler nur in "Trommel" und benutzen ihre Hände als Mundstücke. Die Fortsetzung ihrer Bewegung atmet nicht nur eine klangliche Vielfalt aus, die sich unvorhersehbar und ohne Vorrang entfaltet, sondern sich auch ohne Ziel entwickelt. Es gibt keinen Ort, an den man gehen kann, außer wohin die Musik sie führt.“
Dass die Stücke auf dem gesamten Album von Graves mit dem Titel „Nothing“ bezeichnet werden, sage mehr aus, als sein Titel impliziere. Die Botschaft erinnere an die Geburt der Trommel, die teilweise zur Kommunikation über Entfernungen und als mächtiges Heilmittel gedacht war. „Nichts“ wird also tatsächlich zu „etwas“, um die Zärtlichkeit und Ernsthaftigkeit des Schlachtrufs nach Rassengleichheit in einer zivilisierten Welt zu vermitteln.